# Carlos González (ilustrador)
Carlos Gónzalez Rodríguez (Iquique, 6 de octubre de 1944-Santiago, 3 de septiembre de 2020) fue un animador, ilustrador y dibujante chileno, conocido por ser el creador del personaje Tevito, mascota oficial de Televisión Nacional de Chile entre 1971 y 1973.

## Biografía
De origen iquiqueño, desde los diez años vivió en varias ciudades del norte de Chile (además de Iquique, Antofagasta, La Serena y Coquimbo). Estudió secundaria en el Liceo de Hombres de Antofagasta, donde conoció sus dotes como dibujante. Estudió Bellas Artes en la Universidad de Chile.
Creó a Tevito inspirado en un perrito que adoptó en la Escuela de Bellas Artes de la Universidad de Chile. Presentó al perro Tevito en la Televisión Nacional de Chile luego que la empresa hiciera un concurso público para su imagen corporativa. La opción de González quedó como la imagen que se utilizó en las continuidades de TVN entre 1971 y 1973, durante el gobierno de Salvador Allende. Recordada es su caracterización de chinchinero mientras sonaba la canción «Charagua», creada por Víctor Jara (amigo de González) e interpretada por Inti-Illimani. Dicho personaje, con gruesos lentes, hacía una alusión a Augusto «Perro» Olivares, amigo de Allende y en ese entonces director de prensa de TVN.
Con el golpe de Estado en Chile de 1973 –donde Allende fue expulsado del poder–, gran parte de las imágenes de Tevito fueron eliminadas y destruidas por agentes de la dictadura militar cuando tomaron la administración del canal, por considerarlo como símbolo del gobierno derrocado y de la Unidad Popular. Sin embargo, González siguió trabajando en TVN, y creó Conejito TV, estrenado en 1979, que era un conejo con los mismos rasgos físicos de Tevito, según él mismo confesó, con la diferencia que este contaba con la voz del locutor Patricio Varela.
Con la vuelta a la democracia en la década de 1990, González pudo recuperar algunas cintas originales de Tevito que se pudieron salvar por parte de Domingo Ulloa, antiguo empleado del departamento de animaciones de TVN. Nunca cobró por los derechos de su creación. Su obra es reconocida como parte importante de la historia de la cultura de Chile. Falleció durante la tarde del jueves 3 de septiembre de 2020, producto de un cáncer.